# Koi Koi 7
Koi Koi Seven (こいこい7 Koi koi 7?) es una serie japonesa de manga escrito e ilustrado por Morishige y publicado por Akita Shoten. La historia presenta a un pelotón de combate de seis niñas (Koi Koi Seven) que pertenecen a la Academia Goko en la que deben luchar a diario para proteger la paz de la Tierra y el futuro, así como la esperanza de Tetsuro Tanaka. Koi Koi Siete comenzó su serialización en la revista Shōnen manga Champion Red en 2002 y finalizó en 2006. La serie fue adaptada en una serie de anime de trece episodios de televisión, que emiten entre el 4 de abril de 2005 y 26 de junio de 2005.

## Trama
Tetsuro Tanaka es transferido a Gokoh lleno de grandes expectativas de la Academia. Sin embargo, las expectativas se desvanecen con un mal presentimiento en el momento en que da los pasos en el campus y encuentra que todos los estudiantes excepto él son niñas. Una serie de extraños sucesos caen sobre él. Luego, seis niñas que se llaman Koi Koi Siete aparecen como sus guardianes. Un ejército de helicópteros de combate y cañones antitanque de ataque, Tetsuro no los usaría por ninguna razón en particular en su intento por sobrevivir cada día en la academia. Rodeado por muchas chicas se mete en problemas todos los días porque a menudo las ve desnudas, generalmente por error. En el dormitorio el mismo problema que continúa con el Koi Koi 7 del equipo caminando alrededor de la casa en su ropa interior. Además de esto, Celonious 28 también va tras él todo el tiempo porque quiere estar con él. Además, Asuka Yayoi se siente celosa de él porque lo ama y no quiere que él ande con otras chicas, lo que es muy difícil porque él es el único chico en la escuela y las chicas lo persiguen todo el tiempo. En general, cada chica del equipo de Koi Koi 7 tiene sentimientos secretos hacia Tetsuro, pero no los muestran.

## Personajes
Tetsuro Tanaka (田中 哲朗?)Es el personaje principal masculino de la historia. Se convierte en el foco de atención para toda la escuela ya que es el único estudiante masculino. Parece que no puede recordar la razón por la cual Yayoi siempre quiere estar con él. También trata de una situación difícil cuando por error se ve en el sujetador y las bragas de sus compañeras de cuarto.
Yayoi Asuka (飛鳥 ヤヨイ?)Es la protagonista principal de la historia. Ella es parte de un grupo de chicas que se llaman a sí mismos los "Koi Koi 7". Ella había conocido a Tetsuro, al parecer cuando eran más jóvenes. Ella dice tener una razón para querer estar con él todo el tiempo. A ella le gusta el pan de cangrejo, una característica que a menudo es explotada por Gokoh Cinco. Ella también tiene la capacidad de volar y tiene alas de ángel blanco. Sin embargo a veces se convierte en molesto para Tetsuro que lo llevó a no hacerle caso.
Sakuya Kazamatsuri (風祭 サクヤ?)Ella es una de las compañeras de cuarto Tetsuro. Ella es una experta en armas de fuego y muchas veces se ve tirando de ellos de la nada (incluyendo una bazooka). Ella es la más locuaz y la que siempre se pone a Tetsuro. Ella lo llama Tetsuro "kinky" y trata de expresar sus sentimientos hacia él con ideas kinky de sí misma. Ella siempre se siente cómoda y no le importa caminar desnuda, aunque Tetsuro se encuentre en frente de ella. Esto hace que su personaje principal atractivo en la imaginación de Tetsuro sea ella. Ella también tiene una tendencia a fumar y saltarse las clases y otros creen que es una delincuente.
Miyabi Tsukuyomi (月読 ミヤビ?)Es otra compañera de cuarto de Tetsuro. Ella puede usar su pelo para formar un escudo casi impenetrable o como un arma de ataque. Ella es muy popular en la escuela a pesar de que le resulta molesto. En el anime su formación sigue siendo un misterio, que solo muestra su corte en la muñeca y la sangre fluye hacia fuera. Ella cree que Tetsuro es diferente de los otros chicos porque siempre se preocupa por ella. En otras palabras, ella también siente algo por él. También ha expresado su falta de cuidado de la vida de las otras Koi Koi siete como agarrarlas alrededor de la garganta con su pelo y tirando de ellos a lo largo ya que son demasiado lentas.
Hifumi Inokai (猪飼 ヒフミ?)Otra de las compañeras de Tetsuro. Rivalizando con Otome para el pecho más plano, normalmente se calma hasta que la provoca. Ella es la única que es más fuerte que Akiwo. Ella tiende al jardín de la escuela común y generalmente es buena amiga de Akiwo. Había sido muy injusta con Tetsuro mientras ella lo tiró al suelo porque vio su trasero por error.
Akiwo Suzuka (鈴鹿 アキヲ?)Es otra compañera de Tetsuro. Ella es tiene senos muy grandes y tiene el cabello naranja. Ella tiene poderes como "Superman", como super fuerza y la capacidad de volar. Sin embargo, ella ha mencionado que no siempre ha sido así. Ella le dijo a Tetsuro que solía ser alguien que estaba muy débil y tuvo que ser rescatada todo el tiempo. Ella explicó que siempre se decía a sí misma que debía cambiar. También es una gran fan de "Kinorangers", que es más probable que sea parodia de la serie Super Sentai 1980 Denshi Sentai Denjiman desde sus trajes se asemeja a la Suits Denjiman. Ella fue la que ha de venir con el nombre de Koi Koi 7. Ella cree que cada persona puede ser muy fuerte. Así que ella se sentía orgullosa de Tetsuro cuando disparó el monstruo pervertido. Después de que ella comenzó a sentir algo por él también. A menudo se va por su cuenta.
Otome Chono (蝶野 オトメ?)Es otra de las compañeras de Tetsuro. Ella tiene una personalidad muy tranquila que la hace menos agresiva que las otras chicas en el grupo. En el anime se ha visto "cargar" con un tapón durante el desayuno, también en el grupo que ella es la persona que da las órdenes y la información al resto del grupo después de analizar los datos. Los comentarios de Otome a menudo incluyen palabras como "incomprensible", haciéndola "como un robot". Más tarde, en el anime se revela como un robot. A pesar de que es un robot, que todavía sueña y tiene sentimientos como los sentimientos que ella tiene para Tetsuro, a pesar de que ni siquiera puede comprender los sentimientos de ella. Sin embargo Tetsuro la hizo muy feliz diciéndole que ella es una chica absolutamente normal. Que lleva cintas grandes en el cabello.
Kozoma(la gente que se unió a la escuela en su último año) Este grupo incluye a los seis niñas en el Koi Koi 7, además de Tetsuro.
Yayoi Asuka (Celonius 28) (アスカヤヨイ (セロニアス28号)?)(de pelo corto gris, con uniforme negro) una misteriosa chica con un parche en el ojo. Ella cree que es el Yayoi real y que ella y Tetsuro se reunieron en su pasado, debido a que es una parte de un sistema de seguridad nacional diseñada para vigilar y proteger a Yayoi y Tetsuro. Ella fue reconstruida como una ginoide y a través de los acontecimientos de la historia fue destruido en su mayoría. Con toda su memoria borrada es reconstruida como una robot, pero en una forma mucho más joven (como Otome, como lo es en su cuerpo de repuesto), que ahora se llama Gantai, tiene la mentalidad de un niño. Al principio pensó que nadie la quería, pero Tetsuro cambia su opinión cuando le muestra que todo el mundo le ama. Después de que ella trata de hacerse cargo de Tetsuro y hacerlo feliz. La voz de Nana Mizuki.
Orie Kano (花皇 ヲリエ?)La profesora, que también vivía en la residencia estudiantil con Tetsuro y las chicas de Koi Koi 7. Ella tenía sentimientos por el padre de Tetsuro antes de que lograra abrir la puerta del cielo. Ella es también un mecánico.
Headmaster (学園長?)El director misterioso que tiene conocimiento oculto acerca de Tetsuro. Su misión es detener al padre de Tetsuro antes de que haga algo malo.
Miya Higashikazuno (東和野 ミヤ?)Es la nieta del fundador de la escuela. Ella es oficiosa y se da auto-importancia. Ella y su pandilla, el Gokoh cinco, están en constante después de Tetsuro.
Hekusokazura no Kimi (屁糞蔓の君?)Es la segunda al mando en el Gokoh Cinco. Ella también tiene una personalidad secreta como espía en la escuela con el fin de observar los movimientos del padre de Tetsuro.
Kazuko Iidabashi (飯田橋 和子?)Es una miembro del Gokoh Cinco. Ella es muy nerviosa.
Chuko Asakusabashi (浅草橋 中子?)Es una miembro del Gokoh Cinco.
Yoko Suidobashi (水道橋 洋子?)Es una miembro del Gokoh Cinco. Ella es más lógica y sensible.
Isuzu Yamada (山田 イスズ?)Es una estudiante que está locamente enamorada de Satou. Ella escribió un libro de lesbianas.
Subaru Satou (佐藤 スバル?)Es una estudiante que está locamente enamorada de Yamada. Al principio ella no quería tener una relación con Yamada, pero al final la ama.
El padre de Tetsuro es un hombre misterioso que está furioso porque el Consejo rechazó su investigación. Y trata de vengarse de los robots como Celonious 28.

## Medios

### Manga
El Sumomomo Momomo es una serie de manga que fue publicado por primera vez en el manga japonés en la revista Champion Red en 2004, publicado por Akita Shoten. Más tarde, los capítulos individuales fueron recogidos en volúmenes encuadernados, y 9 de estos volúmenes han sido lanzados en Japón. El manga en total tiene 41 capítulos.

### Anime
Una adaptación al anime producido por Studio Flag se emitió entre 2 de abril y 25 de junio de 2005. El anime consistió en 13 episodios y dos especiales cortas fueron puestos en libertad con los discos DVD el 27 de enero de 2006.
Los episodios pueden verse en el Anexo:Episodios de Koi Koi 7.